# Siriella nodosa
Siriella nodosa är en kräftdjursart som beskrevs av Hansen 1910. Siriella nodosa ingår i släktet Siriella och familjen Mysidae. Inga underarter finns listade i Catalogue of Life.